# منتخب الإكوادور تحت 20 سنة لكرة القدم
منتخب الإكوادور تحت 20 سنة لكرة القدم (بالإسبانية: Selección de fútbol sub-20 de Ecuador)‏ هو ممثل الإكوادور الرسمي في المنافسات الدولية في كرة القدم في فئة كرة قدم تحت 20 سنة للرجال، يديريه اتحاد الإكوادور لكرة القدم.